# Cal Sala (Viver)
Cal Sala és una masia de Viver, al municipi de Viver i Serrateix (Berguedà) inclosa en l'Inventari del Patrimoni Arquitectònic de Catalunya.

## Descripció
Masia orientada al sud-est del tipus I segons la classificació de J. Danés, amb coberta a dues vessants i el carener paral·lel a la façana. Consta de tres plantes i presenta una ordenació simètrica dels elements. Les obertures són allindanades o d'arc rebaixat. Té diverses construccions annexes a banda i banda.

## Història
L'edifici fou construït el 1875 segons consta sobre un dels finestrals.